# Shimen Shuiku (reservoar i Kina, Hubei)
Shimen Shuiku är en reservoar i Kina. Den ligger i provinsen Hubei, i den centrala delen av landet, omkring 160 kilometer nordväst om provinshuvudstaden Wuhan. Shimen Shuiku ligger 86 meter över havet. Arean är 6,7 kvadratkilometer. Trakten runt Shimen Shuiku består till största delen av jordbruksmark. Den sträcker sig 6,4 kilometer i nord-sydlig riktning, och 5,2 kilometer i öst-västlig riktning.
Genomsnittlig årsnederbörd är 1 100 millimeter. Den regnigaste månaden är augusti, med i genomsnitt 175 mm nederbörd, och den torraste är december, med 15 mm nederbörd.